# Raion de Taraclia
Le raion de Taraclia (en bulgare : Тараклийски уезд ou Тараклийски район) est un raion de la république de Moldavie, dont le chef-lieu est Taraclia. En 2014, sa population était de 37 357 habitants. ; dont 66 % sont Bulgares et 14 % Moldaves. En 2013, la population s'élève à 44 069 habitants, population en déclin depuis 2011.

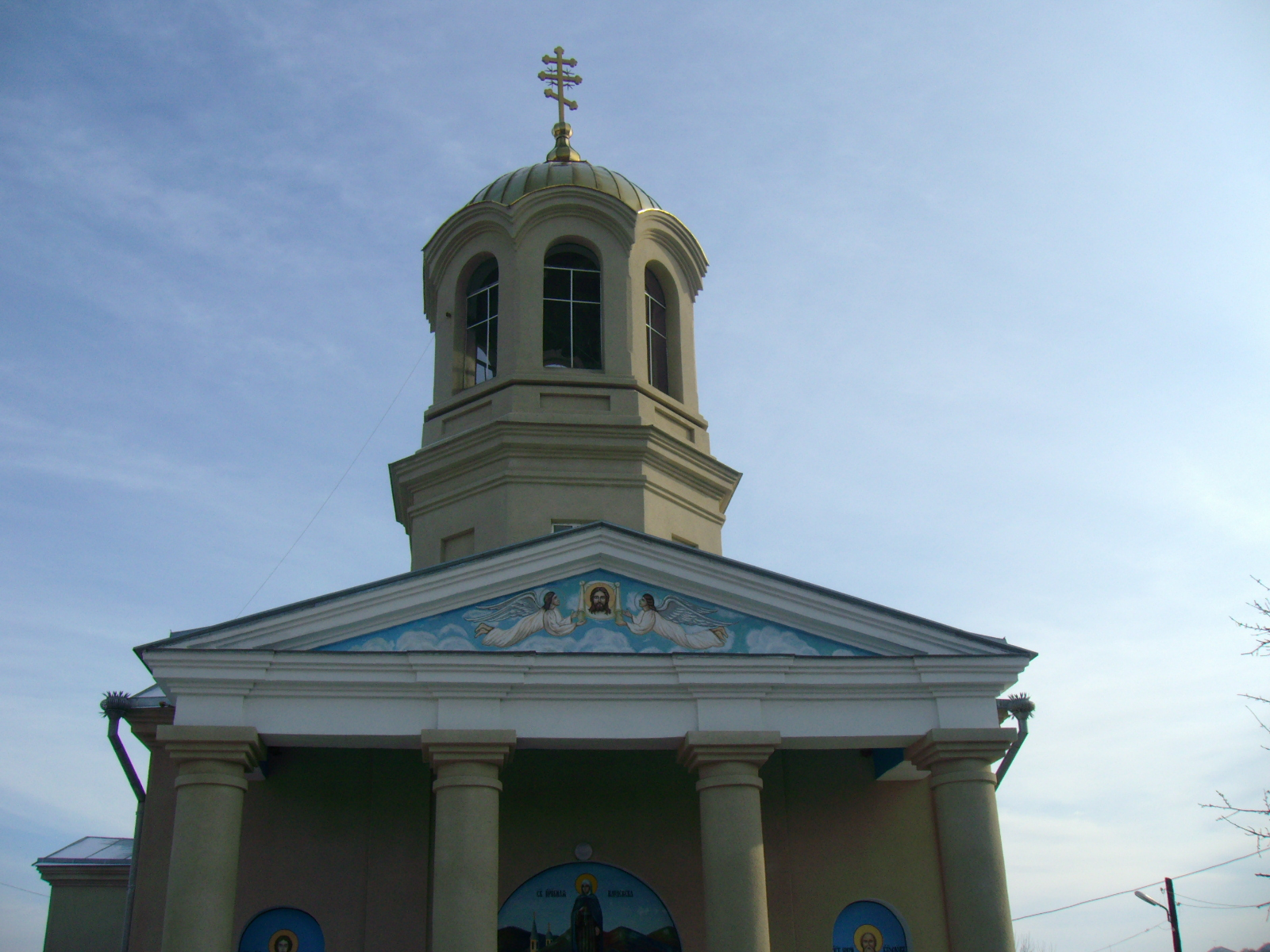
Église de Santa Parascheva et Santa Petka de Bulgarie

## Démographie
| Groupe ethnique      | %    |
| -------------------- | ---- |
| Bulgares             | 66,1 |
| Moldaves et Roumains | 14,2 |
| Gagaouzes            | 9,0  |
| Ukrainiens           | 5,2  |
| Russes               | 4,5  |
| Autres               | 0,5  |
| Roms                 | 0,5  |

### Religions
- 96,6 % de la population du raïon est chrétienne, dont une grande partie sont orthodoxes.
- 1,7 % de la population est athée ou sans religion.